# Nights from the Alhambra
Albums de Loreena McKennitt
An Ancient Muse
(2006) A Midwinter Night's Dream
(2008)
Nights from the Alhambra est un double CD et un DVD en concert de Loreena McKennitt, sorti en 2007.
L'enregistrement vidéo présente le concert donné par Loreena Mc Kennitt dans l'enceinte du palais de Charles Quint de l'Alhambra à Grenade les 13 et 14 septembre 2006.
Les deux disques reprennent l'ordre des chansons (identiques) jouées lors de ces concerts.
À noter qu'un troisième concert, non enregistré, fut donné le 15 septembre 2006 devant un public plus large dans les jardins de la generalife de l'alhambra de Grenade.
Une première édition fut mise en vente au printemps 2007 sur la tournée de concerts en Europe et en Amérique du nord.
Cette première édition du DVD vendue lors des concerts comporte une pochette bleue. Celle qui sera commercialisée à partir du 21 aout 2007 présente une pochette aux tons ocre. Le contenu des deux éditions est identique.

## Le concert
Lors de ce concert, Loreena Mc Kennitt joue sur les mélanges de genres, de musiques et de couleurs. Les pièces interprétéês sont alternées entre son dernier album studio et les précédents. Sa musique, à l'origine irlando-celte, est depuis le milieu des années 1990 largement teinté des influences Andalouse et Orientale. Les jeux de lumières sont tout en contraste mais d'une douce subtilité, entre l'arrière scène formé par les arcades du palais éclairé en orangé et la scène éclairée en bleue.

### Les musiciens du concert
- Loreena McKennitt : voix, accordéon, harpe, piano
- Brian Hughes : chef d'orchestre, guitares électrique et acoustique, oud, bouzouki celte
- Tim Landers : basses, électrique et acoustique
- Hugh Marsh : violon
- Donald Quan : alto, claviers, tablâ
- Caroline Lavelle : violoncelle
- Nigel Eaton : vielle à roue
- Sokratis Sinopoulos : lyre
- Haig Yazdjian : oud
- Panos Dimitrakopoulos : qanûn
- Tal Bergmann : batterie et percussions
- Steáfán Hannigan : uilleann pipes, bodhrán, percussions
- Rick Lazar : percussions

### Liste des chansons
| 1.  | The mystic's dream              |  |
| 2.  | She Moved Through the Fair      |  |
| 3.  | Stolen child                    |  |
| 4.  | The Mummers' dance              |  |
| 5.  | Penelope's song                 |  |
| 6.  | Marco Polo                      |  |
| 7.  | The bonny swans                 |  |
| 8.  | Dante's prayer                  |  |
| 9.  | Caravanserai                    |  |
| 10. | Bonny Portmore                  |  |
| 11. | Santiago                        |  |
| 12. | Raglan road                     |  |
| 13. | All souls night                 |  |
| 14. | The lady of Shalott             |  |
| 15. | The old ways                    |  |
| 16. | Never-ending road (Amhrán duit) |  |
| 17. | Huron 'Beltane' fire dance      |  |
| 18. | Cymbeline                       |  |

| 1. | The mystic's dream         |  |
| 2. | She moved through the fair |  |
| 3. | Stolen child               |  |
| 4. | The Mummers' dance         |  |
| 5. | Penelope's song            |  |
| 6. | Marco Polo                 |  |
| 7. | The bonny swans            |  |
| 8. | Dante's prayer             |  |
| 9. | Caravanserai               |  |

| 1. | Bonny Portmore                  |  |
| 2. | Santiago                        |  |
| 3. | Raglan road                     |  |
| 4. | All souls night                 |  |
| 5. | The lady of Shalott             |  |
| 6. | The old ways                    |  |
| 7. | Never-ending road (Amhrán duit) |  |
| 8. | Huron 'Beltane' fire dance      |  |
| 9. | Cymbeline                       |  |

## Le coffret
Le coffret se présente sous la forme d'un boîtier de trois volets. Il inclut le DVD, les 2 CD et un petit livret :
- Le DVD propose le concert dans son intégralité en stéréo ou en Dolby 5.1, l'accès à chaque morceau, et un commentaire de Loreena McKennitt.
- Les CD proposent uniquement l'ensemble des morceaux du concert sans les explications données par Loreena McKennitt durant celui-ci.
- Le livret descriptif comporte le texte d'introduction par Loreena McKennitt et une présentation du palais de l'Alhambra en anglais et en français, ainsi que la liste des musiciens et la composition des équipes technique de réalisation du concert et de réalisation du DVD et quelques photos du concert et du palais.